# Григорій Іконописець

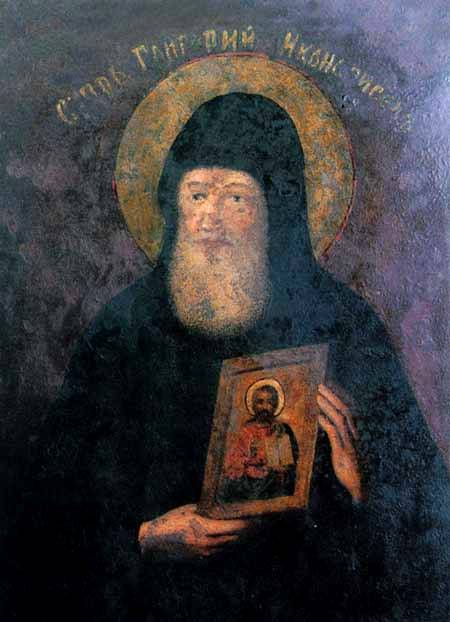
Преподобний Григорій Іконописець.

Григорій Іконописець (XII ст, існує думка, що помер у 1105 р., Київ) — православний святий, чернець Печерського монастиря. Преподобний. 
Вважається сподвижником прп. Аліпія іконописця. Інші біографічні дані невідомі. Помер він у віці близько 50 років.
На карті Ближніх печер 1661 і 1703 рр. згаданий як «Григорій маляр».
На карті 1744 року його відзначено вже як «преп. Григорій іконописець». Не виключено, що йому тотожний «святий Григорій, монах чудотворний», названий картою 1638 року. Однак можливо і тотожність останнього з подвижником, який вказаний в 1661 році як «Григорій чудотворець».
Складене на рубежі XVI-XVII ст. «Сказання про святих іконописців» стверджує, що «преп. отець Григорій Печерський, іконописець Київський, багато святих ікон написав чудотворних, які тут в Руській землі знаходяться, сопостник був преподобному Аліпію».
На цій підставі архієпископ Філарет (Гумілевський) вважав святого Григорія сучасником преподобного Аліпія іконописця.
9-та пісня канону «Служби» святим Ближніх печер в друкованому збірнику 1763 р. взиває: «Ангеломудрий Аліпій з Григорієм візантійським, вправні іконописці, невірні справи наша фарбами благих діянь виправляєте!»

В акафісті всім Печерським преподобним про нього сказано: 
|  | «Радуйся, Григоріє, ікон святих благоговійний художнику». |

Його мощі спочивають у Ближніх печерах в Києві, неподалік від мощей Олексія Печерського
Пам'ять 11 жовтня і 21 серпня.

## Джерело
- Словник персоналій Національного Києво-Печерського історико-культурного заповідника[недоступне посилання з липня 2019] — ресурс використано за дозволом видавця.